# Fons (Gard)
Fons – miejscowość i gmina we Francji, w regionie Oksytania, w departamencie Gard.
Według danych na rok 1990 gminę zamieszkiwało 591 osób, a gęstość zaludnienia wynosiła 64 osoby/km² (wśród 1545 gmin Langwedocji-Roussillon Fons plasuje się na 476. miejscu pod względem liczby ludności, natomiast pod względem powierzchni na miejscu 794.).